# Berg (mecklenburgisches Adelsgeschlecht)
Berg ist der Name eines mecklenburgischen Adelsgeschlechts.

## Geschichte
Im Jahre 1701 erwarb der Kaufmann aus Rostock Johann Friedrich Berg die mecklenburgischen Güter Poppendorf, Bussewitz und Billenhagen. Seine Enkel, die Brüder Karl Friedrich Berg, herzoglich holsteinischer Hauptmann und Gustav Heinrich Berg, königlich schwedischer Hauptmann und Erbherr auf Groß Stove und landgräflich hessischer Hauptmann und Erbherr auf Poppendorf, wurden am 16. Januar 1742 von August dem Starken autorisiert durch seine Funktion als Reichsvikar in Dresden in den Reichsadelsstand gehoben. Die mecklenburgische Anerkennung des Adels erfolgte für beide am 29. Juli 1750.
Neben den bereits aufgeführten Gütern besaßen die Berg auch Niendorf von 1731 bis 1761 pfandweise.

## Wappen
Das Stammwappen zeigt in Rot ein mit drei schwarzen Kugeln belegten silbernen Balken. Auf dem Helm mit rechts rot-silbernen und links schwarz-silbernen Decken ein grüner Berg.